# Pepe Aguirre
José Gastón Aguirre, más conocido como Pepe Aguirre (La Serena, Chile 9 de septiembre de 1911-Medellín, Colombia, 31 de diciembre de 1988). Fue un cantante chileno de tonadas, valses y tangos.
José Gastón Aguirre fue una figura de la radio, interpretando tonadas, valses y tangos. Grabando canciones de Luis Aguirre Pinto. Fue solista en la orquesta de Porfirio Díaz. Junto a estrellas tangueras como Armando Moreno y Oscar Larroca, fue un representante del popular género. Es reconocido por temas como Muñeca de Loza, Colegiala, Frivolidad, Payaso, Naufragio, entre muchas otras.
El cantante, es invitado a Colombia en 1981 por el cronista Carlos Serna del diario El Colombiano para que visite Medellín, ciudad que para los amantes del tango, tiene gran significado simbólico por tener lugar allí el deceso durante un accidente aeronáutico del genial intérprete Carlos Gardel en 1935.
Aguirre participó de varios festivales de tango en la capital antioqueña. Allí se afincó durante sus últimos años hasta su fallecimiento, a finales de los años ochenta. Es padre de la cantante Gloria Aguirre, nacida en Santiago de Chile, quien hizo parte del movimiento conocido como la "Nueva Ola".